# گکوی دم‌برگی جنوبی
گکوی دم‌برگی جنوبی (نام علمی: Saltuarius swaini) نام یک گونه از سرده گکوهای دم‌برگی است.